# Finlands herrlandslag i handboll
Finlands herrlandslag i handboll representerar Finland i handboll på herrsidan. Finland har aldrig vunnit någon stor turnering, och brukar ha svårt med att kvala in.
Laget spelade sin första match den 22 mars 1947 i Helsingfors, och förlorade med 5-17 mot Sverige.
Sedan 2019 är Ola Lindgren förbundskapten. 

### Fotnoter
1. ↑  ”En handbollsresa i tid och rum”. http://www.finnhandball.net/images/pdf/70ar_svenska.pdf. Läst 23 augusti 2011.